# Daniel Sellier
Daniel Sellier es un actor de teatro, televisión y doblaje alemán, más conocido por haber interpretado a Ricardo Mendes en la serie Verbotene Liebe.

## Biografía
Daniel habla con fluidez alemán, inglés, francés y habla bien el español e italiano.

## Carrera
Dio vida al camarero Ali en la película Deutschmänner (2006).
El 21 de junio de 2011 se unió al elenco de la serie alemana Verbotene Liebe, donde interpretó al doctor neurocirujano Ricardo Mendes hasta el 9 de septiembre de 2014.

## Filmografía[1][2]

### Series de televisión
| Año         | Título                              | Personaje          | Notas                            |
| ----------- | ----------------------------------- | ------------------ | -------------------------------- |
| 2015        | Josephine Klick - Allein unter Cops | Tim Lier           | episodio "Pferde"                |
| 2015        | Heldt                               | Jens Krüger        | episodio "Ein König, zwei Damen" |
| 2011 - 2014 | Verbotene Liebe                     | Dr. Ricardo Mendes | 414 episodios                    |
| 2008        | Alarm für Cobra 11                  | Dennis Blum        | -                                |
| 2007        | Der Kapitän                         | Argentino          | episodio "Packeis"               |
| 2003        | Der 7. Tag                          | Noah               | -                                |

### Películas
| Año  | Título                  | Personaje     | Notas |
| ---- | ----------------------- | ------------- | --- |
| 2006 | Deutschmänner           | Paramédico    | junto a Carlo Ljubek, Matthias Koeberlin, Henny Reents, Ilse Neubauer, Henning Baum, Karoline Herfurth y Keziban Inal |
| 2005 | Suzuki                  | Drogadicto    | corto - junto a Fabienne Dussaussois, Wolfgang Menardi, Sebastian Reiß, Rebecca Rudolph y Anne Schäfer                |
| 2005 | Brief eines Unbekannten | Raffael Engel | junto a Anke Sevenich, Harald Krassnitzer, Heidrun Gärtner, Victor Calero y Stephan Benson                            |
| 1998 | Seth spricht            | Seth          | corto - junto a Patricia Bornhauser y Christian Nill                                                                  |

### Teatro
| Año  | Título                | Personaje                          | Director        | Teatro          |
| ---- | --------------------- | ---------------------------------- | --------------- | --------------- |
| 2016 | Die Mitschuldigen     | Söller                             | -               | -               |
| 2010 | Verbrechen und Strafe | Andrej Semjonowitsch Lebesjatnikow | Thomas Bischoff | DT in Göttingen |